# 鈴木・ライナー・龍一
鈴木・ライナー・龍一（すずき・ライナー・りゅういち、Ryuichi Rainer Suzuki、1970年-）は、ドイツ出身のチェリスト。

## 経歴
- ベルリンに生まれる。7歳よりヴァイオリン、10歳よりチェロを始める。
- ミュンヘンでヤン・ポラセック、ザグレブでダヴィッド・グリゴリアン（ロストロポーヴィチの弟子）に師事。さらに英国王立音楽大学ソリストコースにてウィリアム・プリース（ジャクリーヌ デュ プレの先生）、ベルリン芸術大学にてヴォルフガング・ベトヒャーに学び、ソリストディプロムを「最優秀」で取得、卒業する。
- また、幼少の頃より親交のあったセルジュ・チェリビダッケにも師事し、音楽的に多大な影響を受ける。
- ブラームス国際コンクール優勝をはじめ、国際コンクールにおける入賞多数。
- 活動は多岐にわたり、室内楽ではライナー・クスマウル、安永徹、清水直子、市野あゆみ、アントン・バラコフスキー、アンドラ・ダルツィンらとグループを結成。
- ソリストとしては、ドイツ各地でリサイタルシリーズに招聘される他、数々のオーケストラと協演する。
- 文化フェスティバルの開幕コンサートに出演した際には、ドイツの新聞各紙が絶賛した。
  - 「驚くべきテクニックと力強い音、そしてアメリカとボヘミアの音楽スタイルを調和させる事のできるすぐれた表現解釈によって、才能に恵まれたチェリスト鈴木ライナー龍一は「聴衆の心」を掴んだ。」（南ドイツ新聞）
  - 「文化フェスティバルにおける最大の聴き所は、やはりドヴォルジャークのチェロ協奏曲ロ短調の演奏だった。そのヴィルトゥオーソの名は鈴木・ライナー・龍一という。彼はドヴォルジャークの憂愁に内在する、そのエネルギー溢れんばかりの魅力を、一滴も漏らす事なく表現した。我々はただそのチェロを聴くだけで、何の苦もなく音と響きの世界を得ることができる。卓越したテクニックと滑らかなアタック、そして才能をもって彼の楽器は涙を誘う。そして鈴木は、ドヴォルジャークの広大さと深遠さを併せ持つ作曲センスを見事に察知し、聴衆のみならずオーケストラまでをも至上の音楽世界へと導いた。また、彼の弾くカザルス“鳥の歌”は、それまで聴いたことがないほど繊細であった。要するに、彼は楽器と作品に魂を込めたのだ。」(ミュンヘン・メルクーア）
- 2000年よりハンブルク国立歌劇場、及びハンブルクフィルハーモニーの次席チェロ奏者を務める。

鈴木・ライナー・龍一がとても才能豊かで、極めて熟達したチェリストである事を私はよく知っています。私は彼の音楽の端々に、大いなる才能を見受けることができました。私は彼のあらゆる努力を高く評価し、彼が大きな成功を得ることを信じています。

セルジュ・チェリビダッケ（Sergiu Celibidache 指揮者）